# Спачо Сантомо (Терамо)
Спачо Сантомо (итал. Spaccio Santomo) је насеље у Италији у округу Терамо, региону Абруцо.
Према процени из 2011. у насељу је живело 40 становника. Насеље се налази на надморској висини од 109 м.